# National Association Football League 1920-21
La National Association Football League 1920/22 fue la 19.ª edición del torneo. El campeón de la competición fue el Bethlehem Steel F.C.

## Tabla de posiciones
|  |    | Equipo                   | PJ | G  | E | P | Pts |
|  | -- | ------------------------ | -- | -- | - | - | --- |
|  | 1. | Bethlehem Steel (C)      | 12 | 11 | 1 | 0 | 23  |
|  | 2. | New York F.C.            | 11 | 8  | 1 | 2 | 17  |
|  | 3. | Brooklyn Robins Dry Dock | 12 | 5  | 2 | 5 | 12  |
|  | 4. | Kearny Federal Ship      | 10 | 3  | 3 | 4 | 9   |
|  | 5. | Kearny Erie A.A.         | 9  | 3  | 2 | 4 | 8   |
|  | 6. | Bayonne Babcock & Wilcox | 12 | 2  | 1 | 9 | 5   |
|  | 7. | Philadelphia Disston     | 9  | 1  | 2 | 6 | 4   |
|  | 8. | Bunker Hill F.C.         | 3  | 0  | 0 | 3 | 0   |

PJ = Partidos Jugados; G = Partidos Ganados; E = Partidos Empatados; P = Partidos Perdidos; Pts = Puntos